# Cerro Tronador
El cerro Tronador es un volcán geológicamente inactivo; su origen está asociado al proceso de formación de los Andes en el periodo Pleistoceno, comenzando hace aproximadamente 1.3 millones  de años y terminando hace 340.000 años. Se encuentra en la zona sur de la Cordillera de los Andes, en la frontera entre Argentina y Chile cerca de la ciudad de Bariloche, Argentina. Este cerro con el correr de los años ha sufrido una importante acción erosiva producto de los glaciares que se sitúan sobre él, por esto ha escarpado y reducido sus laderas hasta casi perder la forma de un volcán típico. El Tronador separa dos parques nacionales: el Vicente Pérez Rosales en la provincia de Llanquihue, Región de los Lagos en Chile, y el Nahuel Huapi, en Río Negro y Neuquén, Argentina.

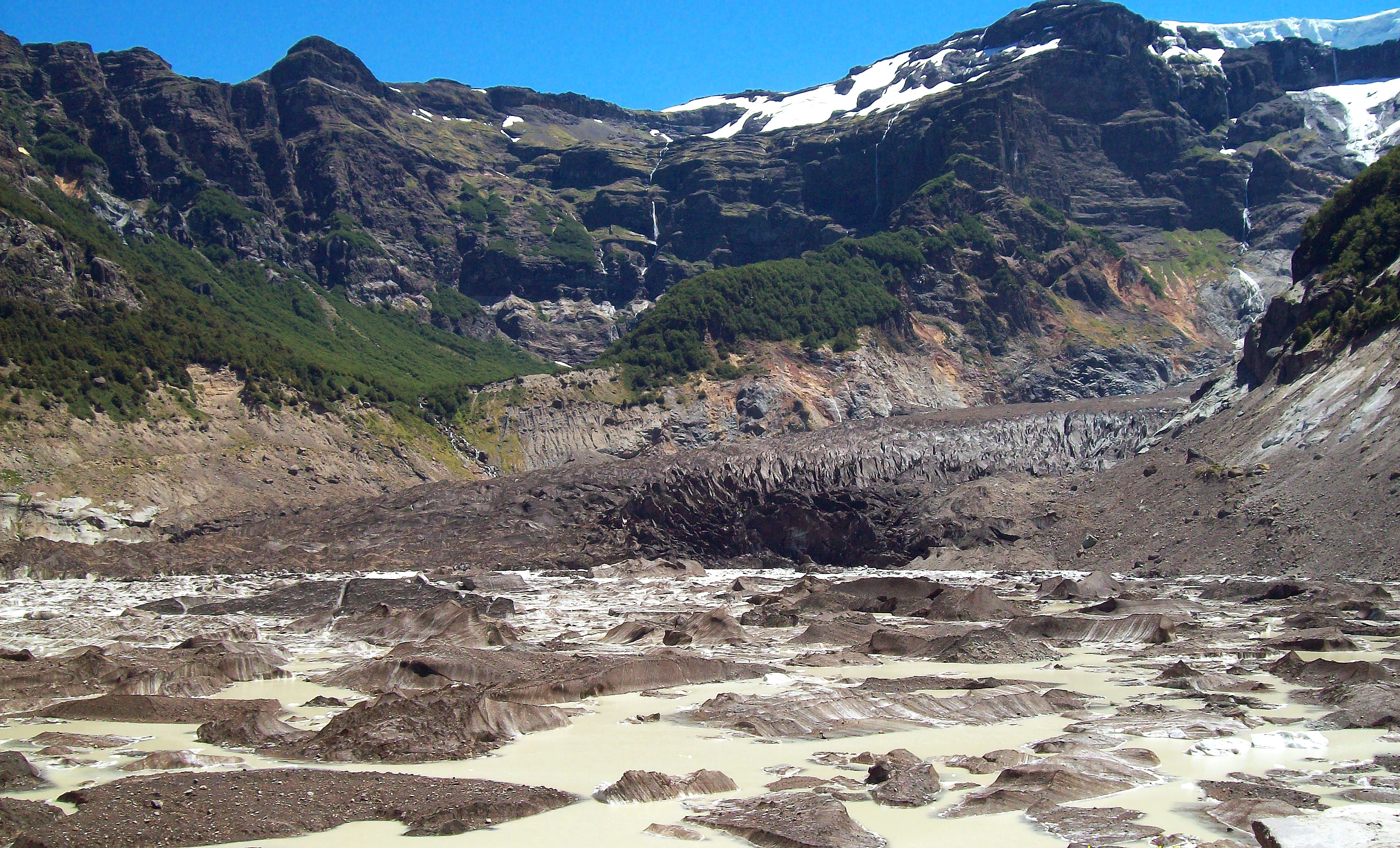
Ventisquero Negro. Glaciar reconstituido en la base del cerro Tronador.

El nombre del cerro se debe al ruido similar al de truenos producido por los frecuentes desprendimientos y caídas de seracs en los glaciares del mismo. Su nombre en idioma mapudungún es Anon.
Su altura de 3478 m s. n. m. lo destaca entre los macizos montañosos del parque nacional Nahuel Huapi. El Tronador posee un total de siete glaciares, los cuales se encuentran actualmente en remisión a causa de fenómenos de calentamiento.

## Características

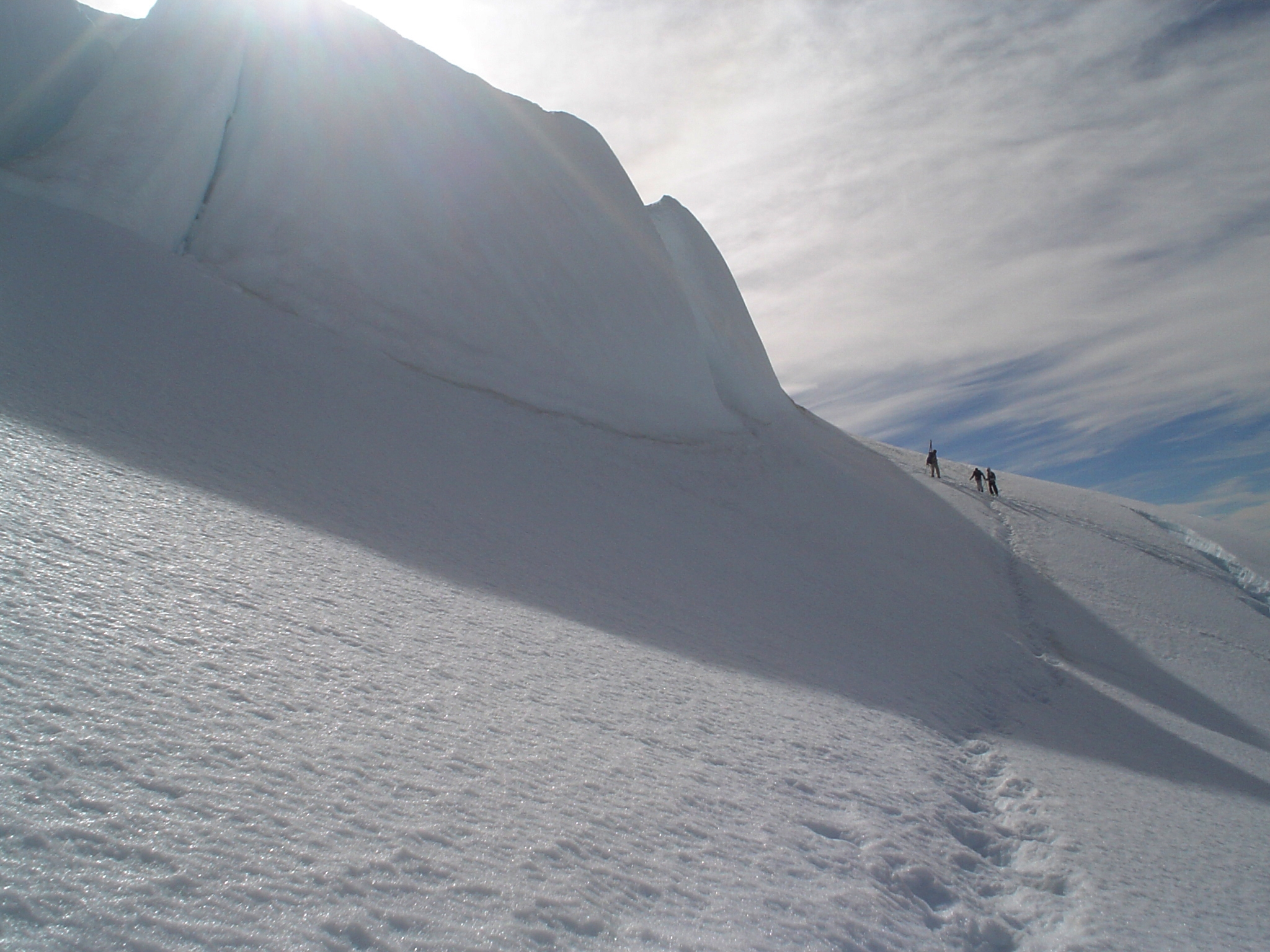
Caminata a un lado del filo La Vieja en el glaciar Castaño Overa, sobre el cerro Tronador. Río Negro, Argentina, enero 2007.

El Tronador es un estratovolcán muy alto con una altura de 3478 m s. n. m. Las coordenadas de su cumbre mayor son: 41°9′38.67″ S, 71°53′6.52″ O. Posee tres cimas: hacia el Este, denominada argentina, de 3250 m s. n. m., hacia el Oeste, la chilena, de 3350 m s. n. m. y una fronteriza, llamada cumbre Internacional, de 3478 m s. n. m.
Está cubierto por siete glaciares principales.  Por la vertiente argentina se encuentran, de norte a sur, los glaciares Frías, Alerces, Castaño Overo y Río Manso. Por la chilena, en la misma dirección, se encuentran los glaciares Peulla, Casa Pangue y Río Blanco. Siendo de todos estos el glaciar Frías el único que vuelca sus aguas hacia el océano Atlántico.
En su base, en la desembocadura de glaciar Manso, existe una zona donde los hielos se tiñen de negro producto de los sedimentos y arenas que acarrean, dicha zona es un glaciar reconstituido llamada el ventisquero negro.
Desde los glaciares que rodean al Tronador surgen varios arroyos, que confluyen en Pampa Linda para formar el río Manso. También el río Blanco (Todos los Santos) y otros afluentes del lago Todos los Santos provienen de sus glaciares.
En el Tronador se encuentran tres refugios, dos del lado argentino y uno del lado chileno. El 28 de febrero de 1938, el Club Andino Bariloche construyó un refugio a 2300 m s. n. m., por un error de cálculo lo construyeron del lado chileno del límite, por lo que pertenece a este país, dicho refugio no cuenta con servicios y posee una capacidad para diez personas; su nombre es Manuel Ojeda Cancino o Refugio Viejo del Tronador. En 1972, la misma institución construyó otro refugio llamado Otto Meiling, ubicado a 2000 m s. n. m., entre los glaciares Castaño Overo y Alerce; cuenta con servicios de comida, pernocte, baños y posee una capacidad para 50 personas. Por último el 28 de abril de 2012 se construyó el refugio Agostino Rocca a 1432 m s. n. m., en el lugar conocido como Paso de las Nubes; este refugio posee servicios y tiene capacidad para 80 personas.
Desde Chile el Tronador es visible desde Osorno y Frutillar, incluso logra ser visible desde la Isla grande de Chiloé a más de 200 km de distancia.
En la zona las actividades económicas más desarrolladas por sus características son el turismo y el montañismo, ya que son las más compatibles con la conservación del entorno, debido a que este lugar se encuentra en ambos países dentro de zonas naturales protegidas. En este sitio se encuentran numerosos senderos con diversas dificultades, zonas de deslumbrante hermosura con lugares para acampar y refugio para la práctica del montañismo. El esquí de travesía, el snowboard, la caminata con raquetas y la escalada en hielo forman parte de la gran diversidad de actividades que se pueden practicar en esta área. Desde la base del cerro en Pampa Linda es posible realizar diversas excursiones con o sin guías, dependiendo de experiencia y dificultad del itinerario, hacia la Garganta del Diablo, Ventisquero Negro, refugios Meiling, Rocca o Viejo así como también acceder a sus tres picos.

## Accesos
Del lado argentino, se puede acceder a él partiendo desde la ciudad de Bariloche por la ruta 40 que conduce a la localidad de El Bolsón, se recorren 35 km de asfalto bordeando los lagos Gutiérrez y Mascardi. Poco después de sobrepasar Villa Mascardi hay que tomar el desvío a la derecha que conduce a Los Rápidos. Una vez arribado al paraje Los Rápidos hay que tomar la bifurcación que cruza el río Manso y nos lleva hacia el norte. Luego de transitar 40 km por camino de ripio arribaremos a Pampa Linda, poblado ubicado en la base del cerro Tronador.
Desde el lado chileno, saliendo de Puerto Montt hay que dirigirse por la Panamericana (ruta 5) 17 km hasta Puerto Varas. Desde aquí continuamos por la ruta 225 bordeando la ribera sur del lago Llanquihue hasta llegar a Petrohue ubicado en el extremo occidental del lago Todos los Santos, 78 km de recorrido. Una vez en este lugar se debe abordar el catamarán para cruzar al pueblo de Peulla en el otro extremo del lago y desde este punto continuar a pie hasta la base del cerro.

## Historia
Las primeras menciones del Tronador se le adjudican al jesuita Miguel de Olivares, quien ya en el siglo XVIII mencionaba su forma volcánica y su constante presencia de nieve. Steffen realizó los primeros aportes a la literatura científica en 1909 y en 1910  Bailey Willis produjo la cartografía  más aproximada hasta entonces de la zona. 
Sus intentos de ascenso comenzaron en 1911 cuando Federico Reichert llegaba a cien metros de la cumbre, la cual se le presentaba como un obstáculo muy difícil para la época. Años después en 1933 Tutzauer y Meiling llegan a cincuenta metros de la cima, teniendo que desistir por el mal tiempo. El 29 de enero de 1934 a las 22 hs, Hermann Claussen conquistó la cumbre en solitario y tuvo que pasar la noche en ella. El segundo ascenso la realizó Otto Meiling el 6 de marzo de 1937 por la ruta del ventisquero del río Blanco Grande. La cumbre chilena fue conquistada el 28 de febrero de 1934 por Bonacossa, Binaghi y Gervasutti. El pico argentino fue alcanzado en 1936 por Nobl, Schmoll y Hemmi.